# Általános Modellezési Környezet
A Generic Modeling Environment (GME) egy domain-specifikus, modellalapú programgeneráló eszköz, amely nagy méretű rendszerek szakterület-specifikus modelljeinek létrehozására szolgál. A GME fejlesztése 2000-ben indult az Egyesült Államokban, a Vanderbilt Egyetemen, és egészen 2022-ig aktívan folytatódott. Kezdetben kizárólag Microsoft Windows operációs rendszeren volt használható, később azonban WebGME néven egy webes és Node.js-alapú platformmá fejlődött tovább. Az eszköz elsődleges célja a modellezés, azaz rendszermodellek létrehozása és kezelése.

## Áttekintés
A GME lehetővé teszi a felhasználók számára, hogy új modellezési nyelveket definiáljanak UML-alapú metamodellek segítségével. A rendszert 2000-ben fejlesztette ki a Vanderbilt Egyetem Szoftverintegrációs Rendszerek Intézete (Institute for Software Integrated Systems). A GME a META Tool Suite és az Adaptive Vehicle Make program része.  Az elsődlegesen használt modellezési nyelve a CyPhyML.
A rendszer támogatja a hierarchiát, a többféle nézetet, a halmazokat, a hivatkozásokat, valamint az egyértelmű megszorítások megadását is.

### WebGME
A GME új verziója, a WebGME, teljes mértékben webböngésző-alapú. Támogatja a modell-ek párhuzamos, elosztott, kollaboratív szerkesztését, valamint egy felhőalapú, verziókövetéssel ellátott adatbázist használ háttérként. A rendszer natív fájlformátuma: .webgmexm.

## Lásd még
- Adaptív járműgyártó (AVM)
- Domain-specifikus modellezés (DSM)
- Végrehajtható architektúra (EA)
- MetaCASE eszköz
- Ptolemaiosz projekt

## Fordítás
Ez a szócikk részben vagy egészben  a   Generic Modeling Environment című angol Wikipédia-szócikk ezen változatának fordításán alapul.  Az eredeti cikk szerkesztőit annak laptörténete sorolja fel. Ez a jelzés csupán a megfogalmazás eredetét és a szerzői jogokat jelzi, nem szolgál a cikkben szereplő információk forrásmegjelöléseként.